# Utolsó vacsora az Arabs Szürkénél
Az Utolsó vacsora az Arabs Szürkénél 2001-ben bemutatott magyar filmdráma Jancsó Miklós rendezésében. a rendező „ezredfordulós hexológiájának” harmadik része.

## A cselekmény röviden
Az Arabs Szürke egy jól ismert kocsma a klinikai hullaház tőszomszédjában (Üllői út 81.).
Ma a kelet-európai hős szolgál. Viszonylagos létbiztonságban. Pincér, akinek ki kell elégítenie munkaadóját, mecénását, barátját, kritikusát, le- és felmenőit. Sok belevaló árulót, akik az Isten-pincért hellyel kínálják. A vacsora pedig utolsó. Jobb nem bolygatni, miért és kinek, talán mert a pincér távozik, talán mert a vendégek.

## Szereplők
- Mucsi Zoltán – Kapa
- Scherer Péter – Pepe
- Szarvas József – Józsi
- Vasvári Emese – Emese
- Börcsök Enikő – Enikő
- Ruttkay Laura
- Mundruczó Kornél
- Rába Roland
- Horváth Lajos Ottó
- Kovács Zsolt – Zsolt
- Gyuriska János
- Schell Judit – Judit
- Turek Miklós